# UTC+3:30

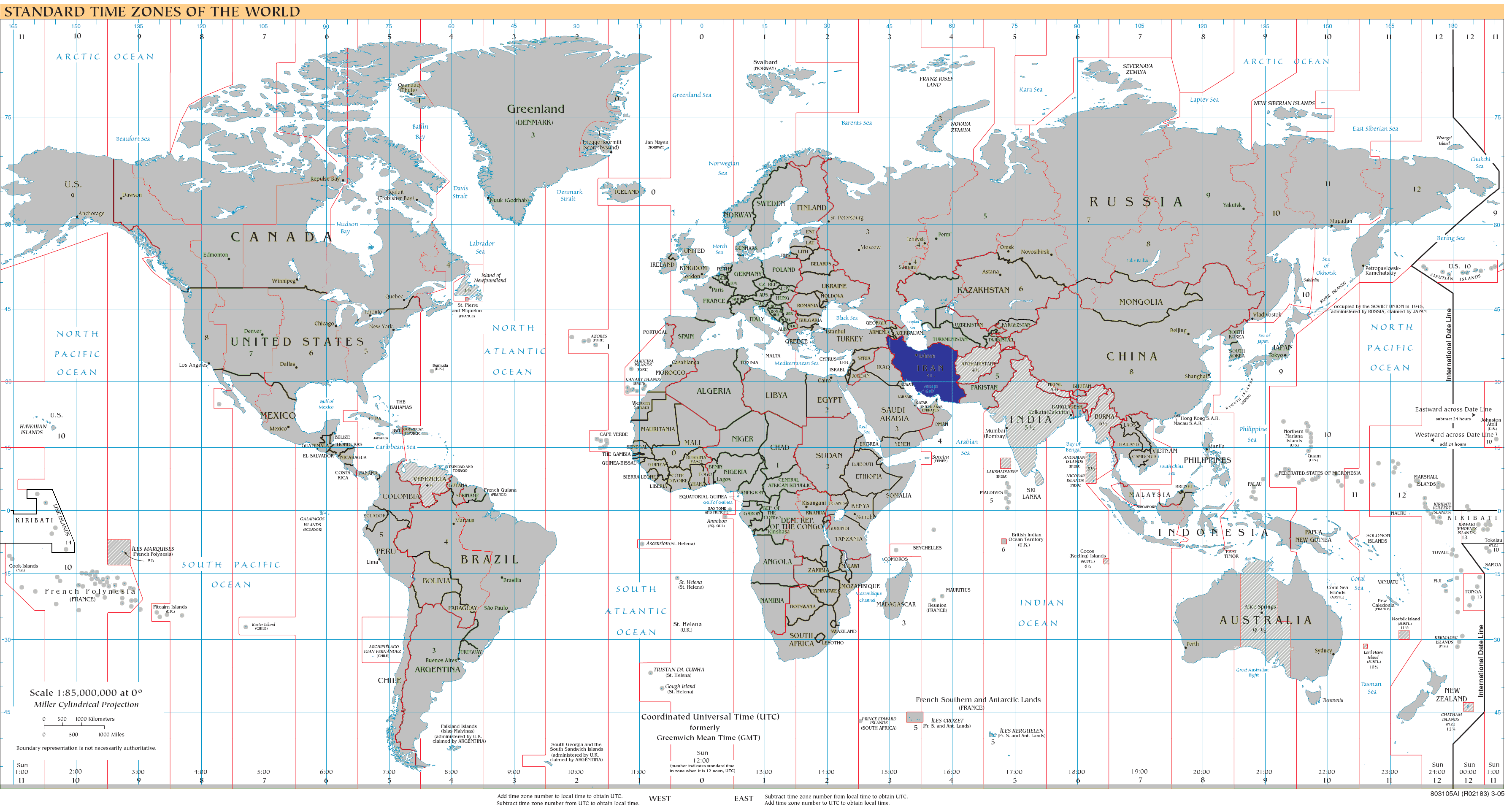
UTC+3.30:

UTC+3.30 ist eine Zonenzeit, welche den Längenhalbkreis 52°30' Ost als Bezugsmeridian hat. Auf Uhren mit dieser Zonenzeit ist es dreieinhalb Stunden später als die koordinierte Weltzeit und zweieinhalb Stunden später als die MEZ.
UTC+3:30 gilt im Iran im ganzen Jahr. Die einzige Zeitzone dieser Zonenzeit heißt deshalb auch Iran Standard Time. Zwischen März und September galt als Sommerzeit im Iran UTC+4:30. Eine temporäre Umstellung auf Sommerzeit erfolgt nicht mehr und seit September 2022 gilt im Iran wieder ganzjährig die Standardzeit. Bezugsmeridian ist der Längenkreis 52,5° Ost. Der gleiche Meridian definiert auch den Iranischen Kalender.
| Süd-Sommer-/Nord-NormalzeitSeegebiet | Nord-Sommer-/Süd-NormalzeitStandardzeit ganzjährig |

## Sommerzeitregelung
2005 wurde die Sommerzeit, Iran Daylight Time (IRDT) genannt, aufgrund eines Beschlusses von Mahmud Ahmadinedschad ausgesetzt und erst am 21. März 2008 durch das iranische Parlament wieder eingeführt. Am 21. September 2022 wurde die Sommerzeit wieder abgeschafft und seitdem gilt ganzjährig die Standardzeit.